# Volkswagen Kübelwagen
O Volkswagen Type 82 Kübelwagen, ou simplesmente Kübel, contrações da palavra alemã original Kübelsitzwagen (traduzido: 'automóvel de assentos concha' (automóvel de assentos de balde)), é um veículo utilitário leve militar projetado por Ferdinand Porsche e construído pela Volkswagen durante a Segunda Guerra Mundial para uso pelos militares da Alemanha nazista (tanto da Wehrmacht quanto da Waffen-SS). Baseado fortemente no Volkswagen Fusca, foi prototipado e implantado pela primeira vez na Polônia como o Type 62, mas após melhorias entrou em produção em grande escala como o Type 82. Vários modelos derivados, como o Kommandeurswagen, também foram construídos em centenas, ou em dezenas.
O sistema de tração nas quatro rodas que foi prototipado na versão rejeitada do Type 86 entrou em produção em massa no Schwimmwagen. O Type 86 teve um desempenho melhor em testes comparativos, mas os custos adicionais do sistema de tração nas quatro rodas mais complexo (tanto financeiro quanto tornando o carro leve mais pesado e sedento) não superaram os benefícios do ponto de vista alemão. O Kübelwagen foi planejado para poder ser maltratado por sua tripulação quando eles parassem. Acomodando facilmente quatro homens, o Kübel de 725 kg de peso vazio era mais fácil de levantar do que o jipe de 300 kg mais pesado. O banco traseiro acomodaria três em um piscar de olhos, para um total de cinco no interior.
Kübelwagen é uma contração de Kübelsitzwagen, que significa "automóvel de assentos concha" (automóvel de assentos de balde). Antes da guerra, esse termo tornou-se popular na Alemanha para carros leves de campo aberto e militares sem portas, porque eram normalmente equipados com assentos concha para ajudar a manter os ocupantes a bordo, necessários em uma época anterior à adoção de cintos de segurança. Este estilo de carroceria foi desenvolvido pela primeira vez por Karosseriefabrik N. Trutz em 1923.:78 Os primeiros veículos de teste Porsche Type 62 não tinham portas e, portanto, eram equipados com assentos concha como Kübelsitzwagen, mais tarde abreviado para Kübelwagen.:136 Apesar de mais tarde adquirir portas e assentos mais baixos e regulares, o nome "Kübelwagen" foi mantido. Além da fábrica da Volkswagen, Mercedes-Benz, Opel e Tatra também construíram Kübel(sitz)wagen, embora fossem apenas modelos com tração traseira.
O chassi rolante e a mecânica do Kübelwagen foram construídos no que era então o Stadt des KdF-Wagens - renomeado Wolfsburg depois de 1945 - e sua carroceria foi construída pela empresa de propriedade americana Ambi Budd Presswerke em Berlim. O papel do Kübelwagen como um veículo militar multifuncional leve tornou-o o equivalente alemão ao "jipe" Willys MB e ao GAZ-67 das forças aliadas, depois que esforços anteriores para produzir em massa unidades militares padronizadas nas quatro rodas para a Wehrmacht falharam amplamente.

## História
Embora Adolf Hitler tenha discutido com Ferdinand Porsche a possibilidade de aplicação militar do Volkswagen já em abril de 1934, foi somente em janeiro de 1938 que altos funcionários do Heereswaffenamt abordaram formalmente a Porsche sobre o projeto de um veículo de transporte militar leve e barato que pudesse operar de forma confiável tanto dentro e fora de estrada, mesmo nas condições mais extremas. Isto implicava que o Fusca poderia fornecer a base para tal veículo.
A Porsche começou a trabalhar no projeto imediatamente, tendo um protótipo do veículo pronto em um mês, mas percebeu durante o desenvolvimento que não seria suficiente apenas reforçar o chassi do Fusca para lidar com as tensões que o uso militar lhe causaria. Para garantir o desempenho fora de estrada adequado de um veículo com tração nas duas rodas e motor FMCV 1 de 1.000 cc, ele teria que ser leve. Na verdade, o exército havia estipulado um peso bruto de 950 kg, incluindo quatro soldados em trajes de batalha, o que significava que o veículo em si não deveria pesar mais de 550 kg. A Porsche, portanto, subcontratou Trutz, um experiente construtor de carrocerias militares, para ajudar no projeto da carroceria.
Os testes de desenvolvimento pelos militares começaram após a apresentação dos protótipos designados como Tipo 62 em novembro de 1938. Apesar de não ter tração nas quatro rodas, o veículo provou ser muito competente em manobrar em terrenos acidentados, mesmo em uma comparação direta com um 4x4 padrão contemporâneo do Exército Alemão, o Einheits-PKW der Wehrmacht, e o projeto deu permissão para maior desenvolvimento. O peso leve do veículo e o diferencial autotravante ZF compensaram a falta de tração nas quatro rodas.
O desenvolvimento adicional do Tipo 62 ocorreu durante 1939, incluindo um projeto de carroceria mais angular, e modelos de pré-produção foram testados em campo na invasão da Polônia que começou em setembro daquele ano. Apesar da satisfação geral com o desempenho do veículo, os comandantes militares exigiram algumas mudanças importantes: a velocidade mais baixa do veículo teve que ser reduzida de 8 km/h para 4 km/h como um ajuste ao ritmo de marcha dos soldados. Em segundo lugar, precisava de mais melhorias na sua mobilidade entre países. A Porsche respondeu a ambos os pedidos montando novos eixos com cubos de redução de velocidades, proporcionando ao carro mais binário e ao mesmo tempo aumentando a sua distância ao solo. Amortecedores revisados, rodas de 41 cm e diferencial de deslizamento limitado, além de inúmeras pequenas modificações completaram a especificação. Para refletir as mudanças, o veículo foi renomeado como Tipo 82.
A produção em larga escala do Kübelwagen Tipo 82 começou em fevereiro de 1940, assim que as fábricas da VW entraram em operação. Nenhuma mudança importante ocorreu antes do término da produção em 1945, apenas pequenas modificações foram implementadas, principalmente eliminando peças desnecessárias e reforçando outras que se mostraram inadequadas para a tarefa. Versões de protótipo foram montadas com tração nas quatro rodas (Tipo 86) e motores diferentes, mas nenhum ofereceu um aumento significativo no desempenho ou capacidade em relação ao Tipo 82 existente, então esses projetos não levaram a lugar nenhum. A partir de março de 1943, o carro recebeu um painel revisado e o motor maior de 1.131 cc, desenvolvido para o Schwimmwagen, que produzia mais torque e potência do que a unidade original de 985 cc. Quando a produção da Volkswagen cessou no final da guerra, tinham sido produzidos 50.435 veículos Kübelwagen, e o veículo provou ser surpreendentemente útil, fiável e durável.

### Pós-guerra
Após a conquista da Alemanha pelos Aliados, o país foi ocupado em quatro setores: um setor americano, um soviético, um britânico e um francês, respectivamente, e a enorme fábrica da Volkswagen e a cidade construída para os seus trabalhadores, Wolfsburg, caíram no setor britânico. O major britânico Ivan Hirst foi encarregado da fábrica e dos trabalhadores. Ele é amplamente creditado pela retomada da produção e pela reabertura da fábrica da VW. Ele organizou a eliminação dos danos causados pelas bombas e mandou reparar os edifícios. Ele recomissionou máquinas-ferramentas, prensas corporais e gabaritos de montagem; ele se preocupou em melhorar a qualidade do carro civil, inclusive iniciando uma rede de vendas e serviços e iniciando as exportações. Apesar de um relatório contundente sobre os Volkswagen feito por engenheiros do Grupo Rootes Britânico afirmando que: "o veículo não atende aos requisitos técnicos fundamentais de um automóvel...", o Exército Britânico pensava diferente. Quando um Volkswagen sobrevivente do tempo de guerra foi demonstrado ao quartel-general do Grupo de Exércitos do Reno Britânico, os militares do Reino Unido encomendaram um lote de 20.000 veículos semelhantes. No final de 1945, a fábrica havia conseguido montar 2.490 carros. Muitos deles foram então trocados em troca de materiais para fabricar mais carros. Hirst mudou a produção para exportar Volkswagen civis; a primeira exportação foi para a Holanda em 1947.
Muito depois do fim da guerra, a VW ressuscitou o projeto básico do Kübelwagen como o Type 181 de 1969, desenvolvido para as Forças Armadas Federais Alemãs e mais tarde também produziu este modelo para o mercado civil, que era conhecido como "Thing" nos EUA, "Trekker" no Reino Unido e "Safari" no México. Embora semelhantes em aparência e projeto, quase nenhuma peça era intercambiável com o Tipo 82 original.
A Intermeccanica do Canadá produz uma réplica do Kubelwagen desde 1995.

## Tecnologia e desempenho

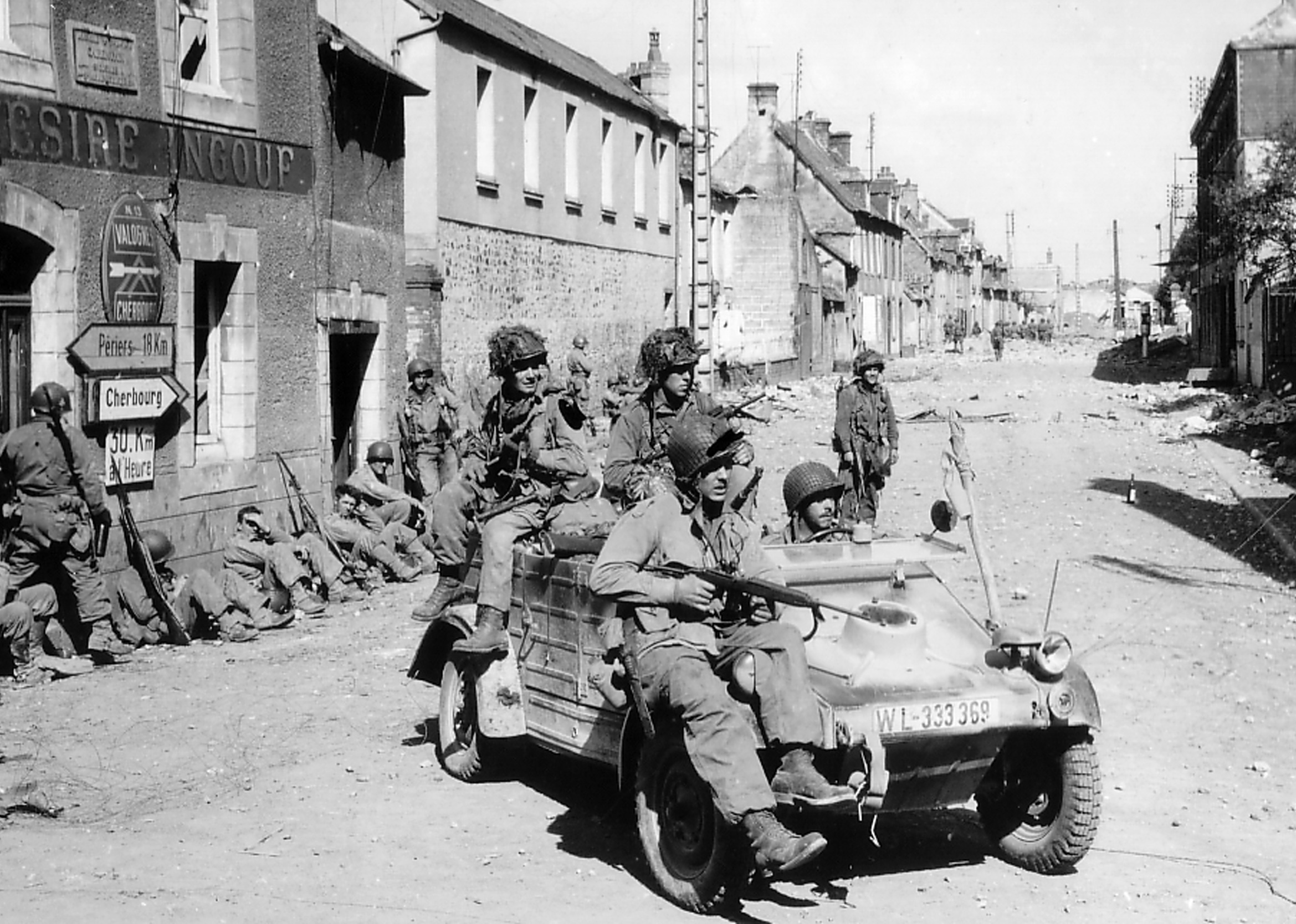
Um Kübel capturado por pára-quedistas americanos em Carentan durante a Batalha da Normandia, 1944

Quando os militares alemães receberam os primeiros veículos, colocaram-nos imediatamente à prova, dentro e fora de estrada, na neve e no gelo, para testar a sua capacidade de lidar com os invernos europeus. Vários veículos com tração nas quatro rodas foram usados como pontos de referência. O Kübelwagen com tração nas duas rodas surpreendeu até mesmo aqueles que fizeram parte do seu desenvolvimento, pois superou facilmente os outros veículos em quase todos os testes. Mais notavelmente, graças à sua parte inferior lisa e plana, o Kübel se impulsionava como um trenó motorizado quando as rodas afundavam na areia, neve ou lama, permitindo-lhe seguir veículos sobre esteiras com notável tenacidade.

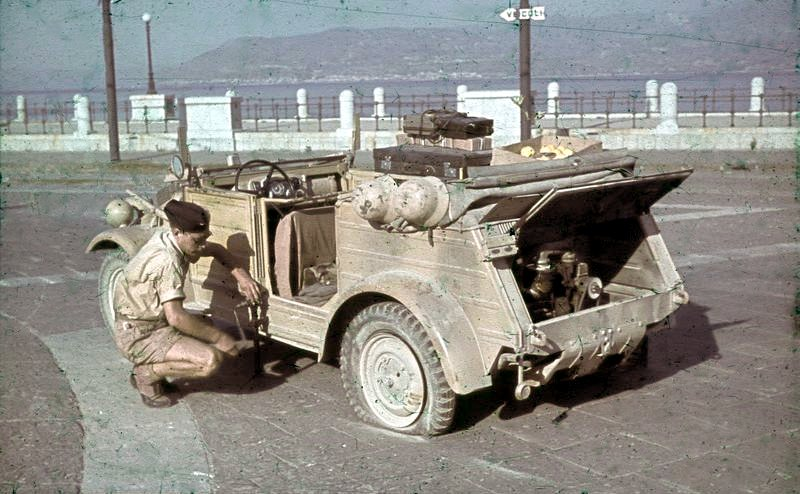
Um soldado usando um macaco para trocar o pneu de um Kübel na Sicília, 1943

Em novembro de 1943, os militares dos EUA também conduziram uma série de testes em um ou vários Tipo 82 capturados na campanha do Norte da África. Esta avaliação, feita no Campo de Provas de Aberdeen do Exército, resultou na publicação do Manual Técnico do Departamento de Guerra TM E9-803, 6 de junho de 1944 (no Dia D). A data de publicação do manual (Dia D) é considerada coincidente, mas seu número de TM era idêntico ao do jipe americano, com o prefixo 'E' para 'enemy' (inimigo). Destinava-se à distribuição após a invasão da Normandia em 6 de junho a militares dos EUA que pudessem encontrar alguns que tivessem sido abandonados, possivelmente por falta de combustível ou por um pequeno problema técnico, e com a ajuda deste manual, poderiam ser colocados em serviço como veículos adicionais. A TM chama o tipo 82 de 'um carro de reconhecimento e transporte de pessoal de quatro rodas, com pneus de borracha e tração no eixo traseiro, comparável em finalidade e tamanho ao veículo americano de 1/4 de tonelada'. A análise foi tão minuciosa que incluiu informações além do que poderia ser feito como manutenção em campo, além de formas de lidar com temperaturas muito baixas. O Manual Técnico TM-E 30-451 do Departamento de Guerra dos EUA, Manual das Forças Militares Alemãs, (p. 416), afirma: "O Volkswagen, o equivalente alemão do "Jeep" americano, é inferior em todos os aspectos, exceto no conforto de suas acomodações de assento." No entanto, os VW Kübelwagen foram capturados com tanta frequência e considerados suficientemente úteis que o mesmo Departamento de Guerra dos EUA escreveu e publicou um Manual Técnico oficial TM E9-803 para ele em junho de 1944, para benefício dos oficiais e tropas aliadas.

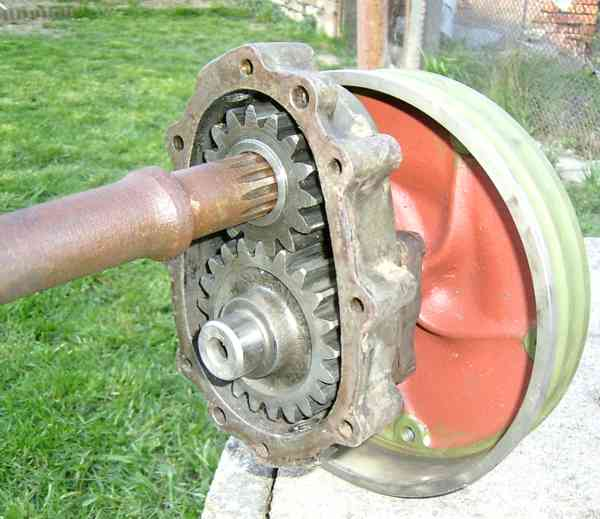
Cubo portal de redução de duas engrenagens (15:21 dentes) do VW Tipo 82 Kübel

Ao mesmo tempo, outro Kübelwagen, também capturado no Norte de África, foi dissecado na Grã-Bretanha por engenheiros da Humber Car Company, cujo relatório afirmava que não exibia nenhum "brilho especial" no projeto, excepto nos detalhes, e que "sugere-se que não deve ser considerado um exemplo de projeto moderno de primeira classe a ser copiado pela indústria britânica".
Entre as características de projeto que contribuíram para o desempenho do Kübelwagen estavam:
- Peso leve. Embora fosse cerca de 41 cm mais comprido que o Willys MB, pesava mais de 300 kg a menos.
- Parte inferior da carroceria muito plana e lisa que permitia ao carro deslizar sem problemas sobre a superfície que atravessava.
- Distância ao solo considerável, cerca de 28 cm, em parte graças a:
  - O uso da redução do cubo da engrenagem portal, proporcionando mais torque e altura de deslocamento simultaneamente.
  - Suspensão independente nas quatro rodas.
  - Diferencial autotravante, limitando o deslizamento e mantendo a tração.

Além disso, o motor refrigerado a ar mostrou-se altamente tolerante a climas quentes e frios e era menos vulnerável a balas devido à ausência de radiador. Para a partida em condições de inverno, um combustível de partida especial e altamente volátil foi fornecido a partir de um pequeno tanque auxiliar.
Como a carroceria não era uma parte portante da estrutura do veículo, ela poderia facilmente ser modificada para fins especiais, assim como o jipe.
O Kübelwagen, graças aos seus centros de engrenagens, poderia ir tão lentamente quanto tropas em marcha a 4 km/h, mas atingir uma velocidade máxima de 80 km/h.

## Variantes

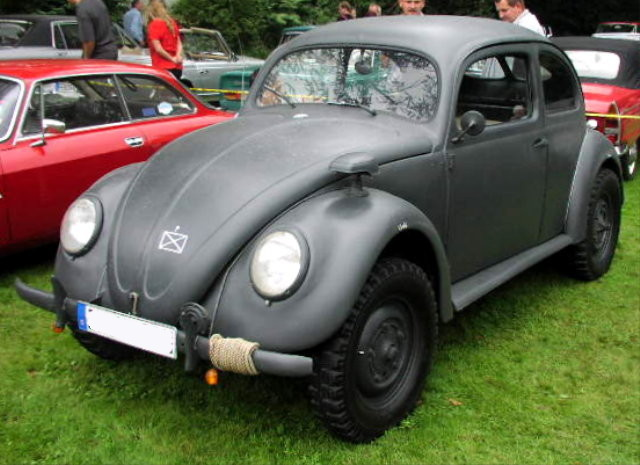
Um VW Type 82E, um chassi de Kübelwagen com carroceria de Fusca

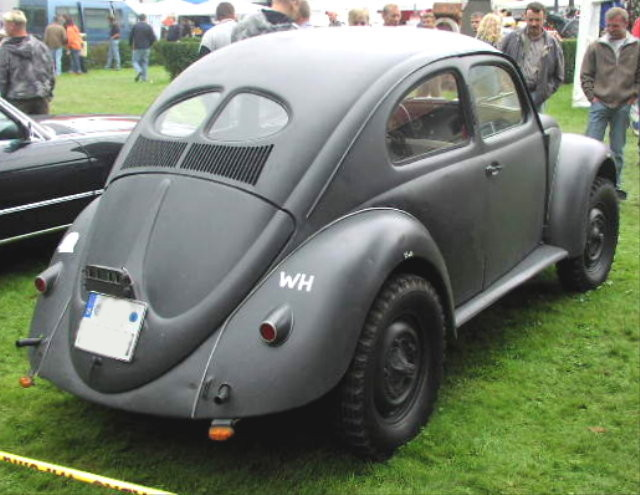
Traseira de um VW Type 82E

Os seguintes tipos de carroceria e variantes do Type 82 foram produzidos:
- Type 62: Protótipo do Kübelwagen, produzido a partir de 15 de maio de 1938; modelos de pré-produção (1939) testados em campo na invasão da Polônia
- Type 67: Ambulância com 2 macas; Chassi de Fusca Type 60 com carroceria de Type 82 modificada
- Type 82/0: Básico, padrão de quatro lugares
- Type 82/1: Três lugares; geralmente carro de rádio
- Type 82/2: Carro de sirene (sirene motorizada Siemens montada no lado do passageiro no lugar do banco traseiro)
- Type 82/3: Carro de reconhecimento / veículo blindado, incl. torre de arma no topo da cabine - para fins de isca e treinamento
- Type 82/5: Chassi de Kübelwagen, com carroceria de Type 60/LO[b] Pritschenwagen (picape Fusca).[13]
- Type 82/6: "Tropenwagen": chassi de Kübelwagen, com carroceria de furgão Fusca
- Type 82/7: 'Carro de comando' de três lugares: chassi de Type 82, equipado com carroceria de Fusca e teto de lona enrolável. Esses três lugares tinham um único banco traseiro atrás do motorista e um banco do acompanhante com encosto totalmente reclinável para o comandante.
- Type 82/8: Como o Kübelwagen Type 82/0 aberto normal, mas com carroceria de madeira, para economizar nos escassos recursos de aço
- Type 82/E:[c] "Geländekäfer": chassi de Kübelwagen com carroceria de Fusca (688 fabricados)
- Type 86: Tração nas quatro rodas (seis protótipos feitos)
- Type 87: "Kommandeurwagen": um chassi de Kübelwagen Type 86 4WD com carroceria de Fusca de comando. Equipado com estribos, pneu sobressalente montado sob o capô (acompanhado de uma lata de gasolina, um macaco, um pequeno kit de ferramentas e uma pá) e pára-lamas alargados para seus pneus fora de estrada Kronprinz (Príncipe Herdeiro) de maior diâmetro. Alguns foram fornecidos a oficiais de alta patente, que podiam avançar com eles em praticamente qualquer tipo de terreno. (667 produzidos)[14][15]
- Type 89: Equipado com transmissão automática experimental
- Type 92/LO:[b]obsoleto - de abril de 1943 conhecido como Type 82/5 [16]
- Type 92/O: "offen": chassi de Kübelwagen, com carroceria de Type 60/O (Fusca conversível)
- Type 92/SS: (até abril de 1943): com acessórios internos para armas de fogo - obsoleto a partir de abril de 1943 e conhecido como Type 82/E [16]
- Type 98: Carroceria de Fusca com teto de enrolar, no trem de força de Type 86 Kübelwagen 4×4
- Type 106: Equipado com uma transmissão experimental (supostamente diferente do Type 89)
- Type 107: Equipado com turbocompressor
- Type 115: Equipado com um supercompressor
- Type 126: Equipado com uma caixa de velocidades totalmente sincronizada (assumida diferente do Type 278)
- Type 155/1: Protótipo de Kübelwagen de semilagarta. Existem fotos de vários projetos,[17] embora seja possível que estes tenham sido montados consecutivamente no mesmo protótipo. Os testes provaram que o Type 155 era capaz de cobrir os terrenos mais difíceis, mas as modificações necessárias no Kübelwagen padrão foram extensas e o veículo resultante era muito lento e terrivelmente ineficiente.
- Type 157: Equipamento de vagão ferroviário, usado para os Type 82 e 87
- Type 164: Protótipo de seis rodas, motor duplo e controle duplo; nunca entrou em produção
- Type 177: Equipado com uma transmissão de cinco velocidades (em oposição à unidade padrão de quatro velocidades)
- Type 179: Equipado com motor Volkswagen com injeção eletrônica
- Type 179-F: Posteriormente atualizado diretamente para o Schwimmwagen (mencionado acima) —Poderia cruzar as águas e ser usado temporariamente como um pequeno barco e/ou embarcação de desembarque. Por causa de uma placa protetora espessa e à prova de balas, o motor estava protegido e todas as válvulas na parte traseira eram herméticas. O motor tinha um motor de 179 com injeção eletrônica ativado por descarga, que funcionaria como um dreno para empurrar a água para fora e evitar que o motor inundasse.
- Type 198: Equipado com tomada de força e caixa de câmbio auxiliar para partida de motores de veículos blindados de combate[18]
- Type 235: Equipado para alimentação por um motor elétrico
- Type 239: Equipado para energia por um gerador de gás de madeira montado no nariz (também listado como Type 230)
- Type 240: Equipado para energia por gás engarrafado
- Type 276: "Schlepperfahrzeug": Type 82 equipado com gancho de reboque para puxar um canhão 'PaK 36' de 3,7 cm[19]
- Type 278: Equipado com caixa de velocidades sincronizada
- Type 307: Equipado com um carburador resistente
- Type 309: Protótipo equipado com motor a diesel
- Type 331: Protótipo equipado para alimentação por um motor de "sistema de combustível nativo" (gás acetileno) (também listado como Type 231)
- Type 332: Equipado para energia com carvão antracito

## Galeria

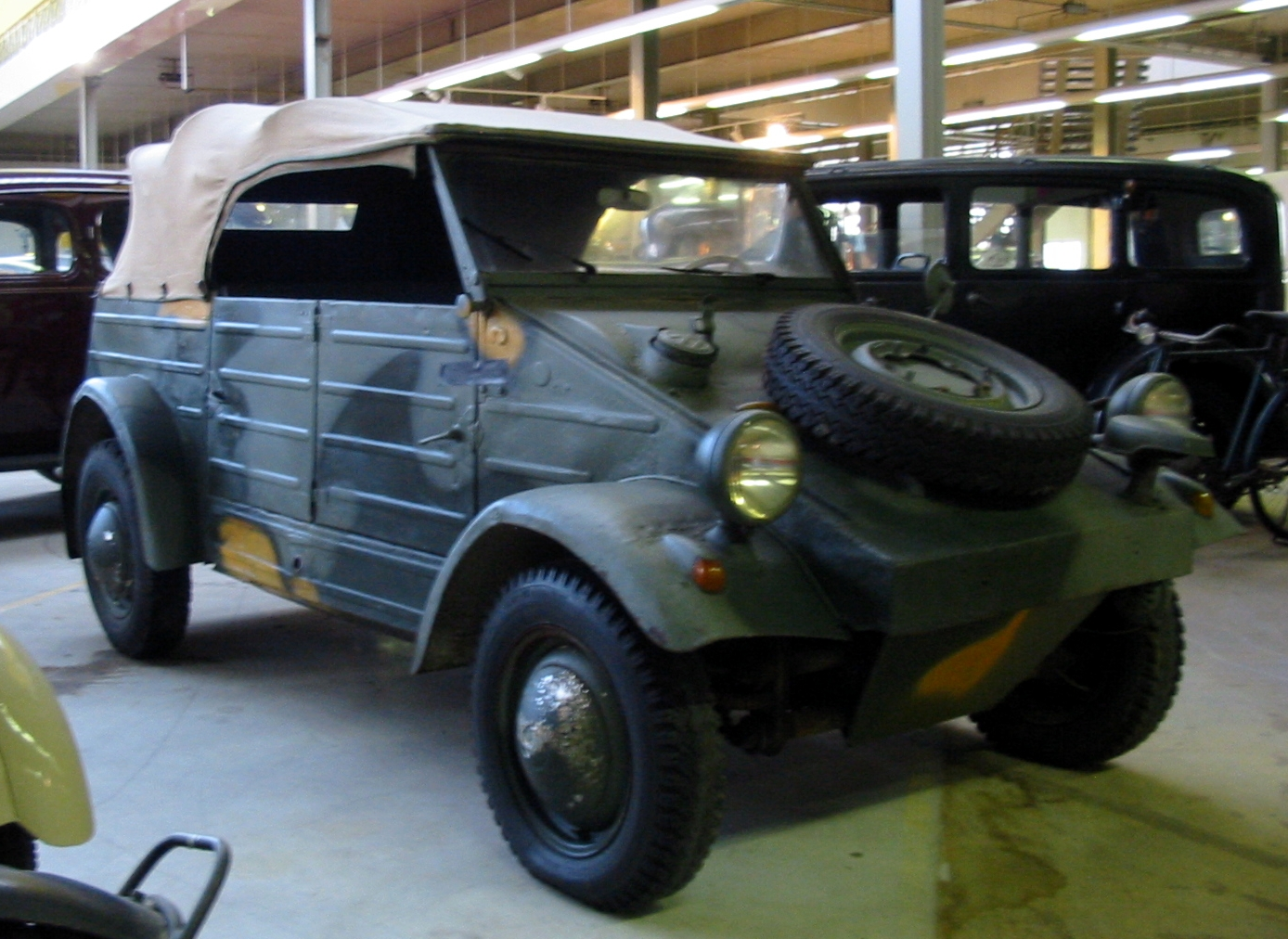
Kübelwagen 1943 em camuflagem cinza
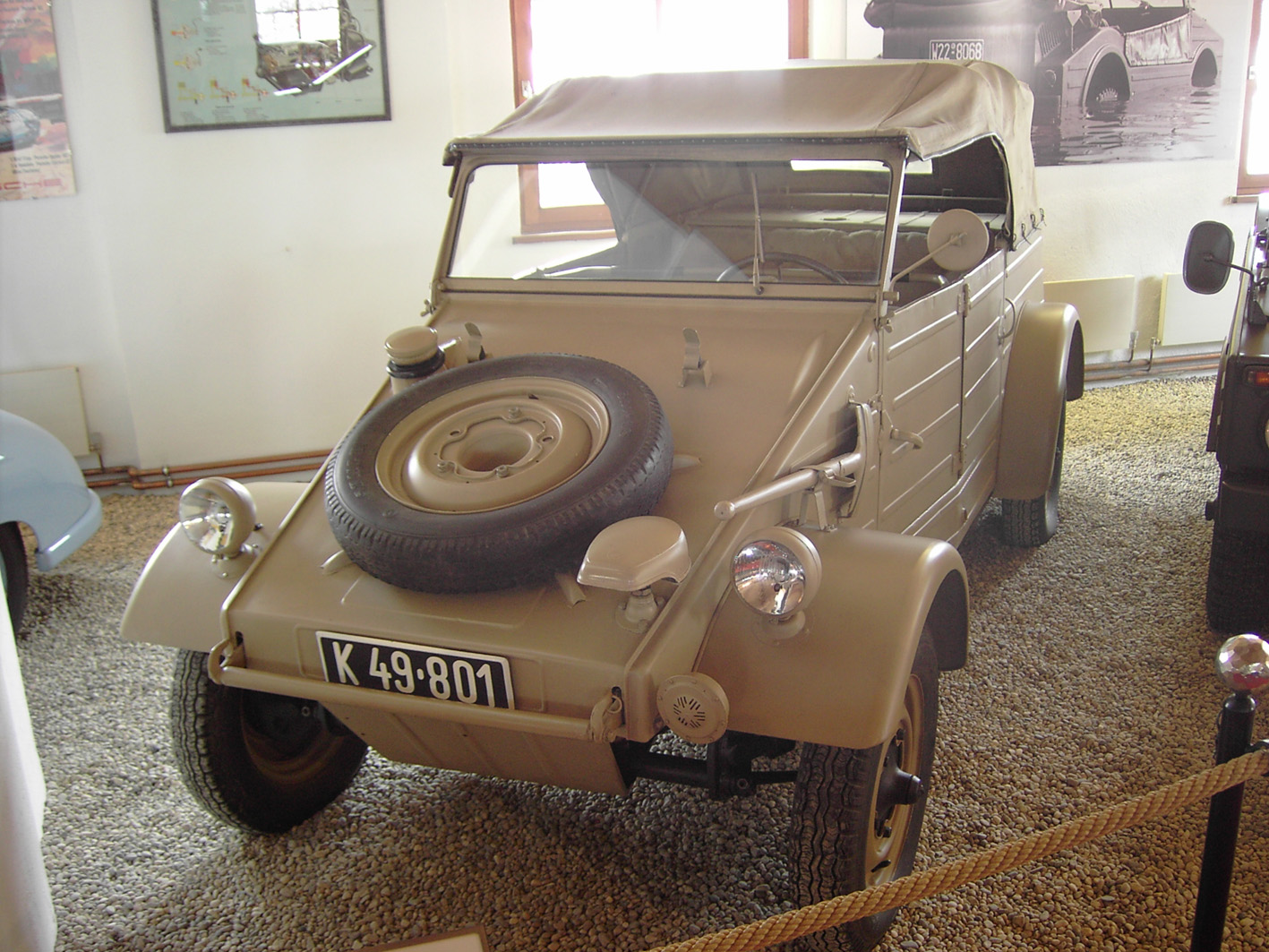
Type 82 em exibição no museu Porsche Gmünd
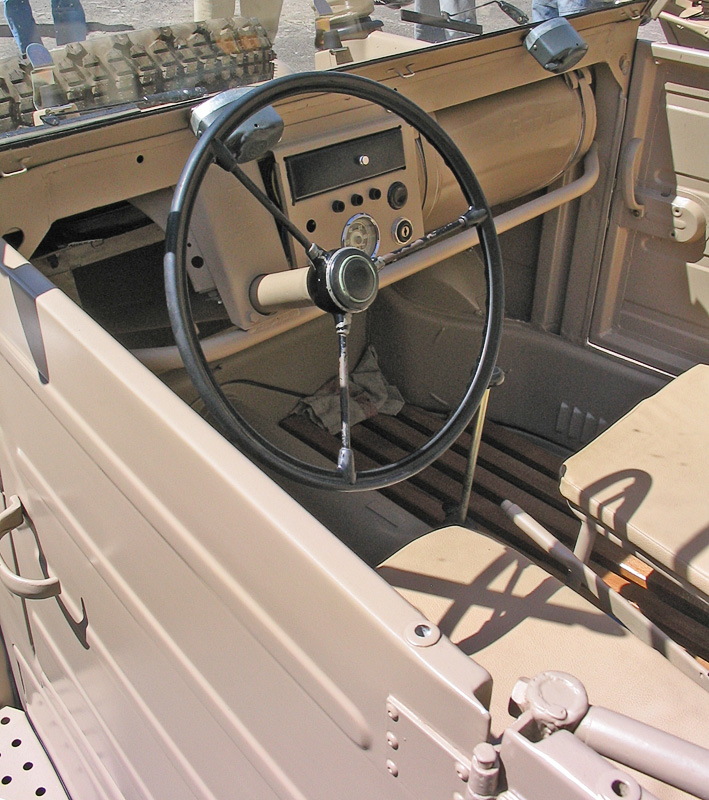
Detalhe do interior
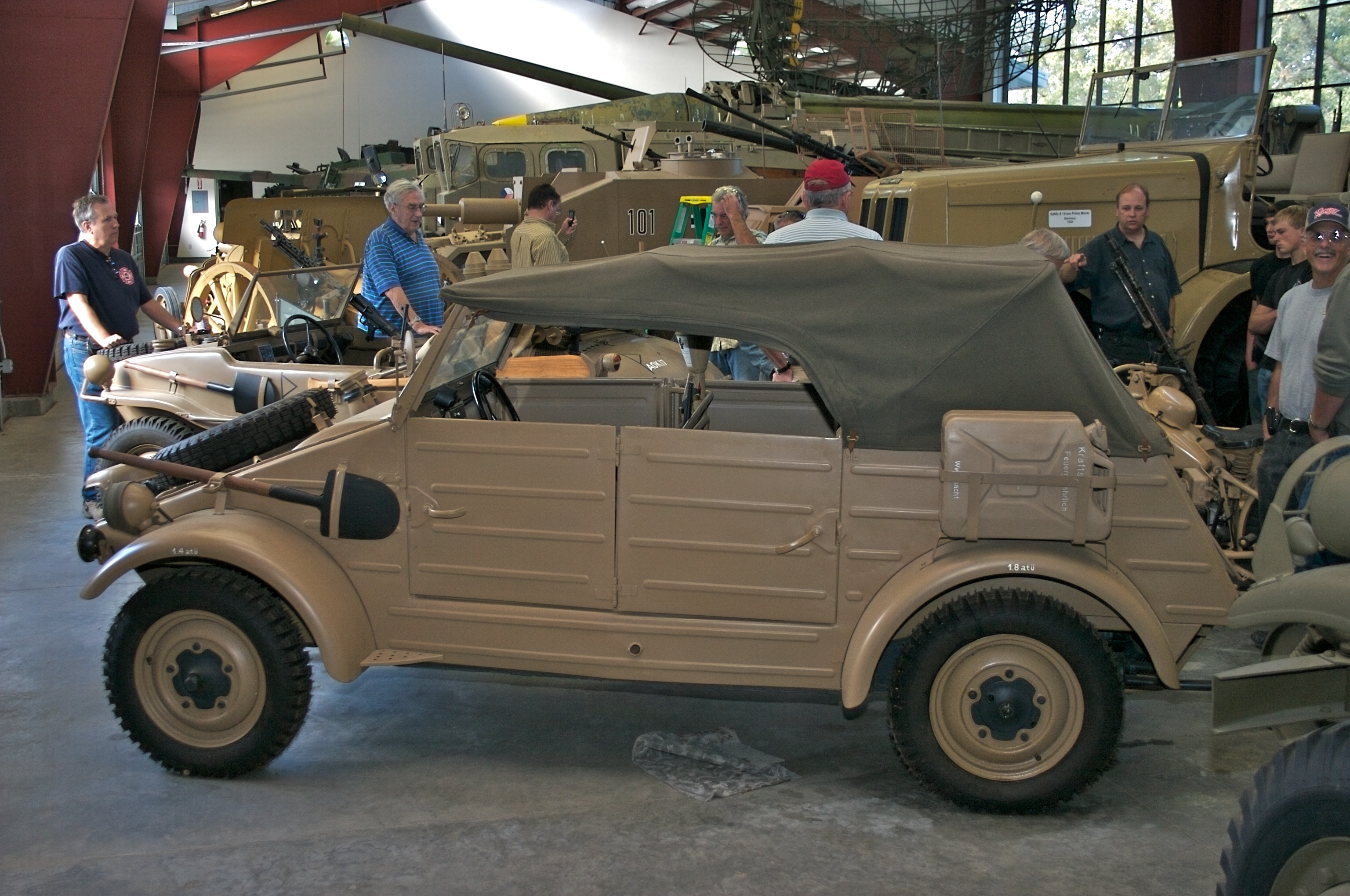
Perfil lateral
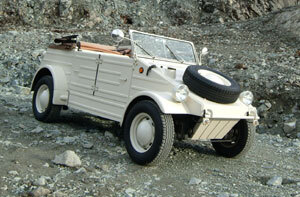
Réplica do Type 82 produzida pela Intermeccanica